# Jorge Enrique Adoum
Pour les articles homonymes, voir Adoum (homonymie).
Jorge Enrique Adoum, né à Ambato le 29 juin 1926, et mort à Quito, le 3 juillet 2009, est un poète, écrivain, essayiste et homme politique équatorien.

## Biographie
Il rencontre Pablo Neruda pendant ses études à l’université de Santiago du Chili, et devient son secrétaire privé pendant deux ans. Grâce à lui, il peut faire publier son premier recueil de poèmes, Ecuador amargo, en 1949. Il représente l'Équateur à l’UNESCO, et dirige la version espagnole du Courrier de l’Unesco jusqu’en 1987. Il est l'auteur en 1976 du célèbre roman Entre Marx y una mujer desnuda ("Entre Marx et une femme nue"), portée à l'écran par le réalisateur équatorien Camilo Luzuriaga en 1996.
Jorge Enrique Adoum est également l'auteur reconnu de nombreux recueils poétiques. Encouragé par Pablo Neruda qui voyait en lui "le meilleur poète d'Amérique Latine", il fut nommé au Prix Cervantès.
Il compose, avec Jorge Carrera Andrade et Hugo Alemán et avec le peintre Jaime Valencia, la chanson Vasija de Barro, chêre au cœur des Équatoriens, qui évoque avec nostalgie les civilisations anciennes de leur pays :
"De ti nací y a ti vuelvo
arcilla vaso de barro
con mi muerte vuelvo a ti
a tu polvo enamorado."
Il a traduit en espagnol de nombreux textes et poèmes de T. S. Eliot, Langston Hughes, Jacques Prévert, Yannis Ritsos, Vinícius de Moraes, Nazım Hikmet, Fernando Pessoa, Joseph Brodsky, et Seamus Heaney.
Il est mort le 3 juillet 2009 à Quito, des suites d'un arrêt cardiaque. Il a été enterré sous l' "Arbre de la Vie" situé dans la Capilla del Hombre ("La Chapelle de l'Homme" créée par Oswaldo Guayasamin et où le peintre est également enterré).

## Œuvre

### Poésie
- Ecuador Amargo (1949)
- Carta para Alejandra (1952)
- Los Cuadernos de La Tierra: I. Los Orígenes, II. El Enemigo y la Mañana (1952)
- Notas del Hijo Pródigo (1953)
- Relato del Extranjero (1955)
- Los Cuadernos de la Tierra: III. Dios Trajo la Sombra (1959)
- Los Cuadernos de la Tierra: IV. El Dorado y las Ocupaciones Nocturnas (1961)
- Informe Personal Sobre la Situación (1975)
- No Son Todos Los que Están (1979)
- Poesía Viva del Ecuador (1990)
- El Amor Desenterrado (2002)
- Mayo de 1968 (¿siglo XXI?) (2008)
- Claudicación Intermitente [antología] (2008)

### Romans et Nouvelles
- Entre Marx y Una Mujer Desnuda (1976)
- Ciudad sin Ángel (1995)
- Los Amores Fugaces (1997)

### Théâtre
- El sol bajo las patas de los caballos (1970). Création mondiale le 14 juillet 1970 à Genève sous le titre Le soleil foulé par les chevaux avec une traduction de Michel Viala. Production du Théâtre de l'Atelier [3].

### Essais et biographies
- Sin Ambages - textos y contextos (1989)
- Ecuador Señas Particulares
- De cerca y de memoria, recuerdos de lecturas, autores y lugares